# انفجار ناقلة وقود كاب هايتيان
انفجار ناقلة وقود كاب هايتيان في 14 ديسمبر 2021 انفجر صهريج وقود في حي ساماري في كاب هايتيان عاصمة مقاطعة نورد الهايتية، مما أسفر عن مقتل ما لا يقل عن 60 شخصًا وإصابة أكثر من 100. أعلن رئيس الوزراء أرييل هنري الحداد ثلاثة أيام في البلاد.

## خلفية
كانت هايتي في وسط نقص في الوقود بسبب سيطرة العصابات على توزيع الوقود. قامت العديد من العصابات باختطاف شاحنات الوقود وخطف سائقيها وإغلاق منافذ توزيع الوقود. تسبب نقص الوقود في إغلاق المستشفيات والمدارس والشركات التي كانت تعتمد على مولدات البنزين بسبب شبكة الكهرباء غير الموثوق بها في هايتي. استأنفت شاحنات الوقود عمليات التسليم قبل شهر واحد فقط من الحادث عندما سمح زعيم عصابة G9 جيمي شيريزير للشاحنات بالمرور إلى بورت أو برنس.
كما تعرضت هاييتي أفقر دولة في النصف الغربي من الكرة الأرضية لأزمة اقتصادية. قبل بضعة أشهر بعد اغتيال الرئيس جوفينيل مويس تسبب زلزال بقتل 2248 في خسائر بقيمة 1.5 مليار دولار أمريكي. بعد ذلك بدأت العصابات في تولي زمام الأمور حيث كان توزيع المساعدات باهتًا وتفشي النهب.

## الانفجار
انقلبت ناقلة وقود تحمل 9.000 جالون من الوقود في محاولة لتجنب دراجة نارية وبدأت في سكب الوقود. كان ضحايا الانفجار يحاولون جمع الوقود عندما انفجرت. كما أدى الانفجار إلى اشتعال النيران في 50 منزلاً، وألحق أضرارًا بالمحلات التجارية والسيارات المتفحمة. تم إرسال رجال الإطفاء إلى المنطقة، ولكن بسبب نقص المياه اضطروا إلى طلب المساعدة من خدمات إطفاء المطار.
بعد الانفجار أصيب العديد من الضحايا بسبب الدوس.

## التبعات
استغرق وصول سيارات الإسعاف ما يصل إلى خمس ساعات. تم إرسال الضحايا إلى مستشفيات أصغر وأقل تجهيزًا حيث تم إغلاق أكبر مستشفى في المدينة في نوفمبر بسبب تعرضه لهجوم من قبل قطاع الطرق. كانت هذه المستشفيات مكتظة وغير قادرة على التعامل مع الضحايا، حيث كانت تفتقر إلى الإمدادات الأساسية. كما تم إنشاء مستشفيات ميدانية في المدينة. أرسلت اليونيسف معدات طبية إلى المدينة لضحايا الحروق.